# Вятка (автодорога)
Федеральная автомобильная дорога Р-176 «Вятка» — автомобильная дорога общего пользования федерального значения Чебоксары — Йошкар-Ола — Киров — Сыктывкар с восточным обходом Йошкар-Олы, обходами Чебоксар, Котельнича, подходом к Кирову. Полная длина дороги составляет 872 км. Начинаясь в Чувашской Республике, далее проходит по территории Республики Марий Эл, Кировской области, где имеет ответвление: подъездную дорогу к городу Кирову, и заканчивается в Республике Коми. Большая часть трассы расположена в бассейне реки Вятки. «Вятка» отнесена к автомобильным дорогам федерального значения как соединяющая между собой административные центры субъектов России, что обозначается префиксом Р в её названии.

## Описание
Начинаясь возле Чебоксар, развязкой с М-7 «Волга», далее идёт по плотине Чебоксарской ГЭС, после чего проходит по территории Республики Марий Эл, где пересекает реку Большую Кокшагу, после чего долгое время идёт практически в северном направлении. Следующий значимый населённый пункт на дороге: столица республики город Йошкар-Ола. Далее идёт до пгт. Оршанки, расположенного недалеко от границы с Кировской областью. В Кировской области пересекает реку Ярань, после чего направляется в сторону города Яранска, где повторно пересекает вышеуказанную реку. Далее идёт на север, где после пгт. Тужи пересекает реку Пижму. После этого движение по дороге проходит в сторону города Котельнича. Незадолго до города Орлова она пересекает реку Молому. После Орлова пересекает реку Великую. Через несколько километров после этого от дороги отходит расположено ответвление: подъездная дорога к городу Кирову протяжённостью 32 километра, являющаяся частью федеральной автодороги «Вятка». Далее основное направление дороги поворачивает на северо-запад. Затем она снова пересекает реку Великую, после чего подходит к городу Мураши, обходя его справа, после чего в третий раз пересекает реку Великую и выходит к границам Республики Коми. Первый значимый населённый пункт в Республике Коми: село Летка. После этого дорога следует практически в северном направлении до деревни Ловли. Следующие населённые пункты на дороге: Ношуль, Объячево, Куратово, Выльгорт, после которого дорога заканчивается в столице республики городе Сыктывкаре.

## Характеристика трассы

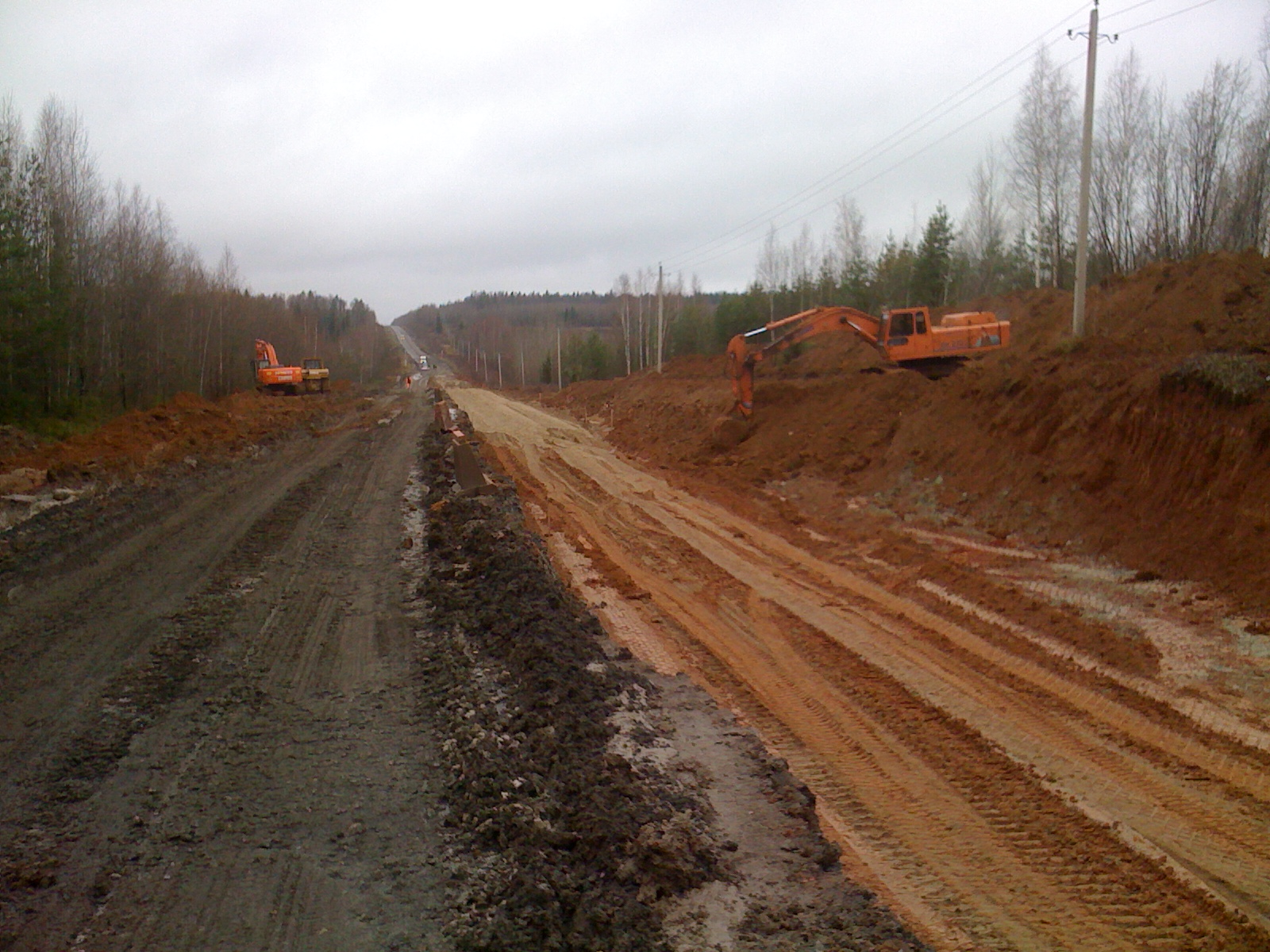
Капитальный ремонт автодороги «Вятка» на участке Юрья — Мураши, Кировская область, октябрь 2011 года

Дорога имеет ширину проезжей части 12 м. Две полосы движения, по одной в каждую сторону. Характер покрытия асфальтобетонное. Состояние дороги хорошее, местами удовлетворительное. Маршрут дороги проходит в условиях лесистой и лесисто-болотистой местности.

## Маршрут

### Чувашия
- Развязка с М7 «Волга»
- Развязка
  - ← Чебоксары (11,5 км)
  - Новочебоксарск (5 км) →
- Чебоксарская ГЭС (Волга) (~1300 м)

### Марий Эл

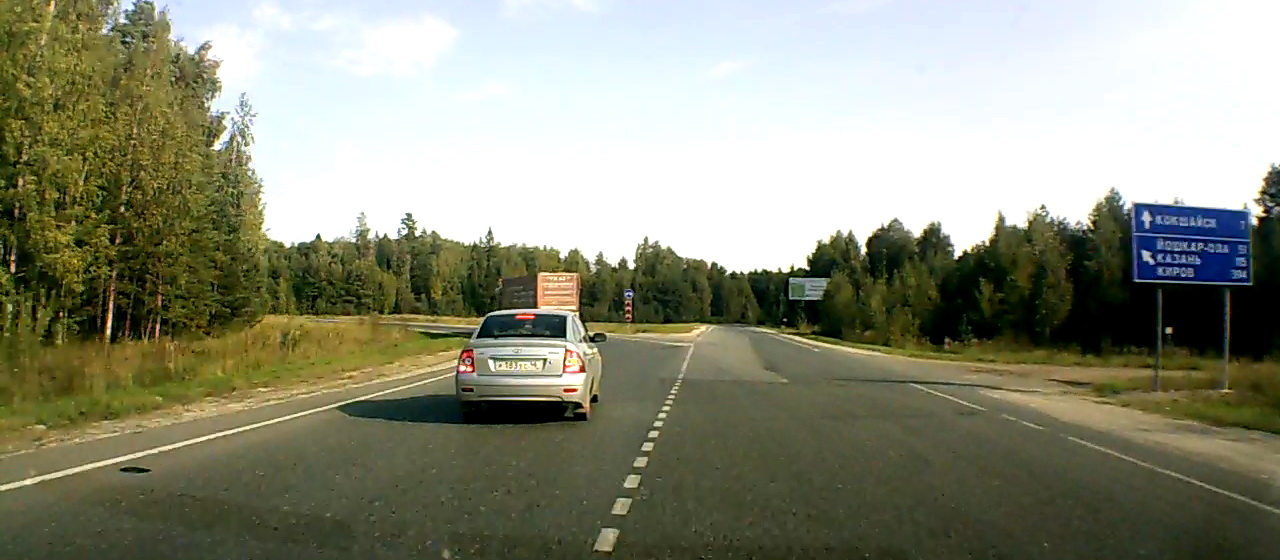
Круговое движение на Кокшайск

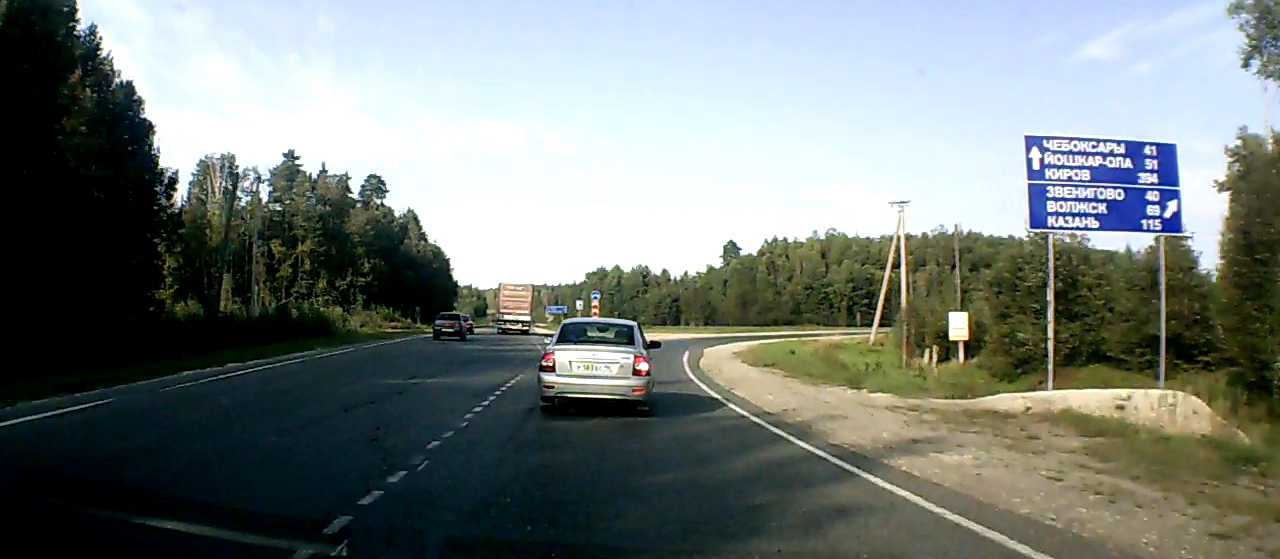
Круговое движение на Волжск

- Мост через Большую Кокшагу (~200 м)
- на А295 (32 км)
- Йошкар-Ола
  -  Объездная
    - на Козьмодемьянск
    -  А295 на Волжск (90 км), Зеленодольск (100 км), Казань (140 км)
    -  Мост через Малую Кокшагу (~150 м)
    -  Р172 на Сернур (80 км)
    -  Мост через Малую Кокшагу (~145 м)

  - на Санчурск (55 км)
  - Аэропорт Йошкар-Ола
- Шойбулак
- Ивановка
- Новинск
- Марково
- Оршанка
  -  Объездная
  -  на Новый Торъял (60 км), Сернур (90 км)
- Клюкино

### Кировская область
- Сосновка
- Яранск
  -  на Санчурск (60 км)
  -  Р159 на Шахунью (100 км), Нижний Новгород (360 км)
- на Советск (80 км)
- Ныр
- Тужа
- Мост через Пижму (~160 м)
- на Советск (54 км)
- Караул
- Котельнич
  -  на Шарью (180 км), Кострому (500 км)
- Ленинская Искра
- Кардаковы
- Минины
- Овчинниковы
- Скурихинская

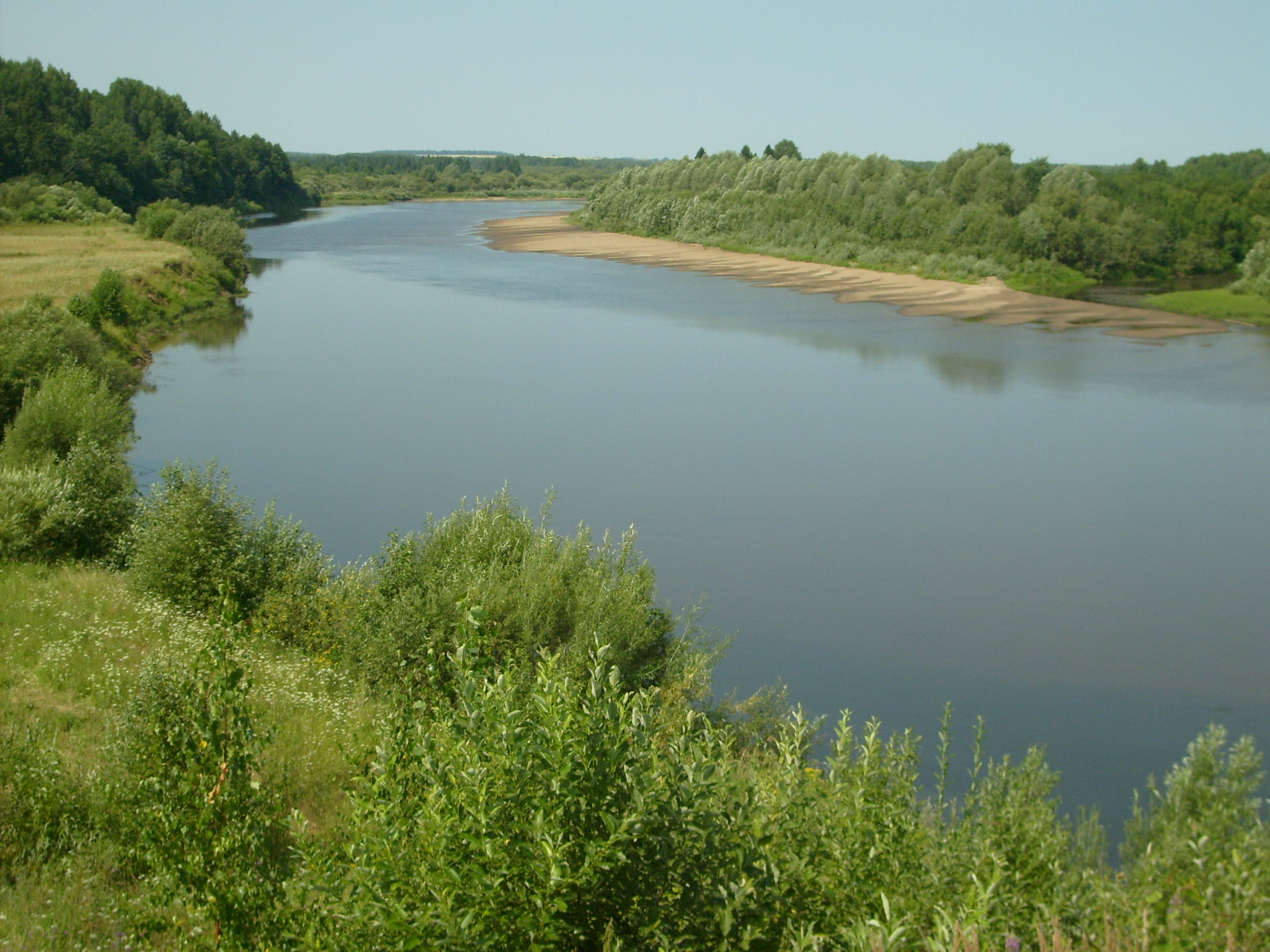
Вид реки Моломы в районе её пересечения дорогой

- Мост через Молому (~240 м)
- Высоково
- Халтурины
- Журавли
- Орлов (4 км)
- Красногоры
- Мост через Великую (~110 м)
- Р176 Киров (29 км)
  -  Р166 на Пермь (510 км)
  -  Мост через Вятку (~600 м)
- Юрья
- Мураши
  -  Объездная

### Республика Коми
- Летка
- Ношуль
- Объячево
- Куратово  А123 на Котлас
- Визинга
- Выльгорт
- Сыктывкар